# Zuidelijke Afrikaanse brilvogel
De zuidelijke Afrikaanse brilvogel (Zosterops anderssoni) is een zangvogel uit de familie Zosteropidae (brilvogels) die voorkomt in zuidelijk Afrika. De soort is in 1892 als aparte soort beschreven door George Ernest Shelley die de vogel heeft genoemd naar de Zweedse ontdekkingsreiziger Charles John Andersson. Later werd de vogel vaak als ondersoort beschouwd, maar op grond van in 2017 gepubliceerd onderzoek is de soort weer afgesplitst van de Afrikaanse brilvogel.

## Kenmerken
De soort lijkt sterk op de noordelijke Afrikaanse brilvogel (Z. senegalensis), maar is gemiddeld iets groter. De vogel is gemiddeld 11,5 cm lang en weegt 6,8 tot 14,1 gram. Deze zuidelijke Afrikaanse brilvogel is van onder helder geel, dat reikt van de buik tot op de borst, keel en wangen. De flanken zijn meer vaalgroen. Van boven is de vogel meer groenachtig geel, op de stuit wat lichter en donkerder tot bruin op de vleugel- en staartpennen. De lichte ring om het oog is vrij breed. Er zit zwart tussen deze oogring en de snavel en daarboven een smal stukje geel op het voorhoofd. De iris is bruin, de snavel zwartbruin en de poten grijs tot blauwgrijs. Mannetje en vrouwtje verschillen niet.

## Verspreiding
De soort telt drie ondersoorten:
- Z. s. anderssoni: van oostelijk en zuidelijk Angola en noordelijk Namibië tot zuidwestelijk Tanzania, westelijk Mozambique en noordelijk Zuid-Afrika.
- Z. s. tongensis: zuidoostelijk Zimbabwe, zuidelijk Mozambique en noordoostelijk Zuid-Afrika.
- Z. s. stierlingi: oostelijk en zuidelijk Tanzania, oostelijk Zambia, Malawi en noordelijk Mozambique.

Het leefgebied bestaat uit een grote aantal landschapstypen met wat bos. Dicht regenwoud mijdt de vogel, maar hij kan worden aangetroffen langs de randen van oerwoud, in riviergeleidend bos, in bossavanne maar ook in agrarisch gebied en in tuinen en parken in steden, zowel in laagland als in berggebieden tot 3400 m boven de zeespiegel.

## Status
De grootte van de wereldpopulatie is niet gekwantificeerd. Het is een algemeen voorkomende zangvogel. Door BirdLife International wordt de vogel niet als aparte soort beschouwd. De Afrikaanse brilvogel staat overigens als niet bedreigd op de Rode Lijst van de IUCN.